# Sofka Skipwith

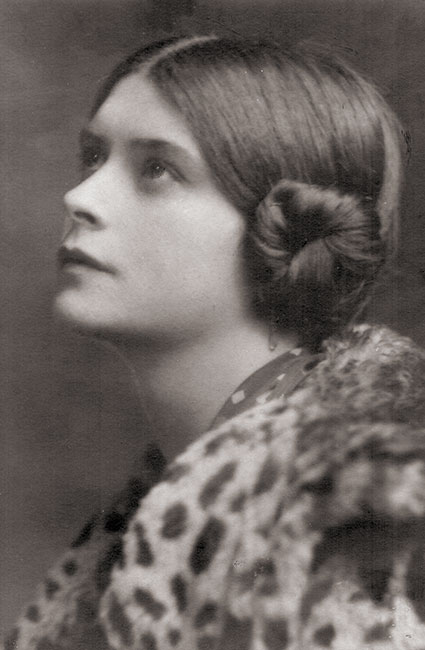
Sofka Skipwith (1925)

Sofka Skipwith (* 23. Oktober 1907 in St. Petersburg als Sofja Petrowna Dolgoruki (russisch Софья Петровна Долгорукий); † 26. Februar 1994 in Blisland, Cornwall) war eine russisch-britische Aristokratin und Kommunistin.

## Leben
Sofka Dolgorukis Eltern, Fürst Pjotr Alexandrowitsch Dolgoruki (1883–1925) aus dem Adelsgeschlecht Dolgorukow und Gräfin Sofja Alexejewna Bobrinskaja (1888–1949), waren Mitglieder des Hochadels im zaristischen Russland. Am Zarenhof im Winterpalast war sie als geborene Fürstin Spielgefährtin des Zarewitsch Alexei Nikolajewitsch Romanow.  Nach der Oktoberrevolution wurde sie 1919 mit anderen Adligen mit dem britischen Schlachtschiff HMS Marlborough von der Krim evakuiert und gelangte zunächst nach Schottland, wo sie die Schule besuchte.  Durch die Familie des George Douglas-Hamilton fand sie Aufnahme in der Gesellschaft der englischen Aristokratie. Die Herzogin Nina Douglas-Hamilton nahm sich ihrer an und beschäftigte sie in ihrer Stiftung Animal Defence and Anti-Vivisection Society. Dolgoruki heiratete 1932 Leo Zinovieff, mit dem sie zwei Söhne hatte, Peter und Ian. Nach der Trennung von Zinovieff heiratete sie 1937 den Adligen Grey Skipwith, mit dem sie einen Sohn hatte, Patrick. So wie ihre Eltern sich wenig um sie gekümmert hatten, kümmerte auch sie sich wenig um ihre Söhne, so dass diese vornehmlich im Kreise der Vaterfamilien aufwuchsen. Ihr Mann Grey Skipwith fiel 1942 als Angehöriger der Royal Air Force im Luftkrieg über Deutschland.
Sofka Skipwith arbeitete vor dem Zweiten Weltkrieg als Assistentin des Schauspielers Laurence Olivier. Trotz des Kriegsausbruchs 1939 reiste sie in der Zeit des Drôle de guerre mehrfach und auch noch im April 1940 zu ihrer Mutter und ihrem Stiefvater nach Paris, konnte aber im Juni nach der deutschen Eroberung Frankreichs nicht mehr nach England zurückkehren. Im November 1940 wurde sie als Britin von der deutschen Besatzung interniert, zunächst in einem Barackenlager bei Besançon, ab Mai 1941 dann in einem Fraueninternierungslager in requirierten Hotelunterkünften in Vittel.  Die Inhaftierung hielt an bis zur Befreiung Frankreichs im Sommer 1944. Skipwith war nicht nur im sozialen Leben des Internierungslagers initiativ, sondern schloss sich auch einem Gesprächskreis von Kommunisten unter den Internierten aus verschiedenen Ländern an. Sie versuchte auch mit ihren bescheidenen Mitteln, polnischen Inhaftierten, denen die Deportation in die deutschen Konzentrationslager drohte, zu helfen. Skipwith arbeitete durch den Lagerzaun mit Angehörigen der französischen Résistance zusammen.
Nach der Befreiung Frankreichs kehrte sie nach England zurück, nahm ihre Organisationsarbeit in der Old Vic Company für Olivier wieder auf und ging mit der Entertainments National Service Association für eine Tournee auf den Kontinent. Skipwith trat der Communist Party of Great Britain bei und engagierte sich in der lokalen Parteiorganisation in Chelsea. 1949 meldete sie sich als Übersetzerin für den Weltfriedenskongress in Paris. Ein von ihr betriebenes Reisebüro Progressive Tours organisierte Reisen in die Sowjetunion, in die Ostblockstaaten und nach Albanien. Sie reiste mehrfach selbst in die Sowjetunion und hatte die Illusion, ganz nach Russland zurückkehren zu können. Bis 1957 lebte sie vorwiegend in Frankreich und nach ihrer Rückkehr nach England mit einem weiteren Lebenspartner dann ab 1962 in der Abgeschiedenheit des Bodmin Moor in Cornwall.
In den 1960er Jahren veröffentlichte sie ein Kochbuch und eine Russischgrammatik und betätigte sich als literarische Übersetzerin aus dem Russischen. Im Jahr 1968 erschien ein erster Teil ihrer Autobiografie. Ihrer Enkelin Sofka Zinovieff übergab sie ihr Tagebuch, das einen unabhängigen und freizügigen Lebenswandel als Frau verriet. Zinovieff begann nach ihrem Tod mit Interviews und Recherchen zu ihrem Leben und veröffentlichte 2007 eine Biografie, die auch aufdeckte, dass Skipwith vom MI5 überwacht worden war. Der Buchtitel „rote Prinzessin“ war eine Erfindung der Enkelin.
Skipwith wurde postum 1998 für ihren Einsatz bei der Rettung von Juden während der Zeit des Nationalsozialismus von der israelischen Gedenkstätte Yad Vashem als Gerechte unter den Völkern geehrt. Ebenfalls postum wurde sie 2010 in die Liste Britons honoured for holocaust heroism aufgenommen.

## Werke
- Sofka Princess Skipwith: Sofka: The Autobiography of a Princess. London: Hart-Davis, 1968 (Sofka : the autobiography of a Princess, by Sofka Skipwith nee Princess Sophy Dolgorouky)
- Sofka Dolgorouky: Eat Russian. Newton Abbot : David & Charles, 1973
- Sofka Skipwith: A Short Guide to the People's Republic of Albania. Ilford: Albanian Society, 1968